# ジョン・モゼリアク
- ジョン・モゼラック

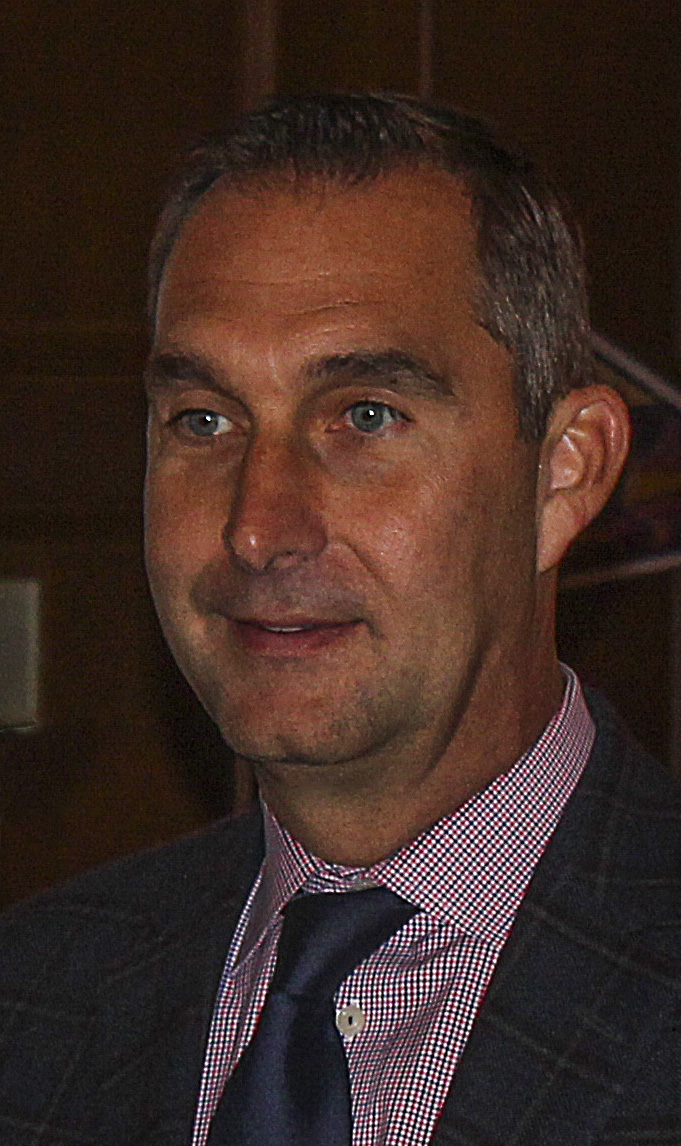

ジョン・モゼリアク（John Mozeliak 1969年1月18日 - ）は、MLBのセントルイス・カージナルスの野球部門社長（2017年6月 - ）。

## 来歴
コロラド州ボルダー郡ボルダー生まれ。1993年にこの年より創設されたコロラド・ロッキーズの野球部門の一員として球界入りする。
1995年にはセントルイス・カージナルスに移籍し、スカウト部門のアシスタントとして働き始める。その後、スカウト部門で順調に昇格していき、ディレクターになっていた1999年と2000年には後にチームを代表するスターとなるアルバート・プホルスとヤディアー・モリーナをドラフトで指名し、さらに評価を上げていく。
2001年からは野球部門全体のディレクター職、2003年からはGM補佐と徐々に役職もステップアップしていき、2007年のオフにはGM兼球団副社長に就任。以降10年以上野球部門のトップとしてカージナルスのチーム作りを進めていった。
2017年6月には新設ポジションの野球部門社長に就任し、GMのポジションを同補佐だったマイク・ガーシュに譲っている。